# Lynn Dumenil
Lynn Dumenil, née le 9 octobre 1950, est une historienne américaine.

## Biographie
Lynn Dumenil obtient son baccalauréat de l'Université de Californie du Sud. Elle est diplômée d'une maîtrise et d'un doctorat de l'Université de Californie à Berkeley. Lynn Dumenil devient professeure émérite d'histoire américaine à l'Occidental College, université d'arts libéraux privée. Elle est également membre de l'Organization of American Historians et a œuvré comme rédactrice en chef d'une des éditions de la Oxford Encyclopedia of American Social History,.

## Travaux
En 1984, Lynn Dumenil s’intéresse à la franc-maçonnerie aux États-Unis avec l'ouvrage historique Freemasonry and American Culture, 1880-1930. Pour l'autrice, les États-Unis sont passés des valeurs victoriennes à celles du consumérisme moderne, la composante religieuse de la franc-maçonnerie a été de plus en plus déplacée par une idéologie laïque du service. Cette étude explique ce processus mais clarifie également le sujet négligé des ordres fraternels et enrichit la compréhension des facettes clés du changement culturel américain.
En 1995, Lynn Dumenil publie The Modern Temper: American Culture and Society in the 1920s. Le 29 octobre 1929, ou Krach de 1929, l’effondrement des marchés boursiers plonge les États-Unis dans la période de la Grande Dépression. L'historienne apporte une nouvelle interprétation à une décennie dramatique, importante et mal comprise. Selon l'auteure, l'évolution des valeurs a mis fin à l'ère victorienne répressive, le libéralisme urbain est apparu, la bureaucratie fédérale a été élargie, le pluralisme est devenu de plus en plus important pour la société hétérogène américaine et différents groupes religieux, ethniques et culturels ont rencontré la force d'homogénéisation d'une puissante culture de consommation de masse.
En 2005, Lynn Dumenil et Ellen DuBois sont les autrices de Through Women Eyes: An American History with Documents, premier ouvrage à présenter un récit de l'histoire des femmes américaines dans le contexte des développements centraux des États-Unis et à combiner ce récit central avec des sources primaires écrites et visuelles dans chaque chapitre,.

## Publications
- Freemasonry and American Culture, 1880-1930, Princeton University Press, 324p, 1984,  (ISBN 0691612269)
- The Modern Temper: American Culture and Society in the 1920s, Lynn Dumenil, sous la direction d'Eric Foner, Hill & Wang Inc., U.S, 360p, 1995,  (ISBN 0809015668)
- America: A Concise History, James A. Henretta, Lynn Dumenil, David Brody, Study Guide, Bedford/st Martins, 1998,  (ISBN 1572596341)
- Through Women's Eyes: An American History With Documents, Lynn Dumenil, Ellen DuBois, Bedford Books, 808p, 2005,  (ISBN 0312676034)
- The Second Line of Defense: American Women and World War I, University of North Carolina Press, 360p, 2019,  (ISBN 1469652064)[9]